# رقصة المرتفعات الإسكتلندية

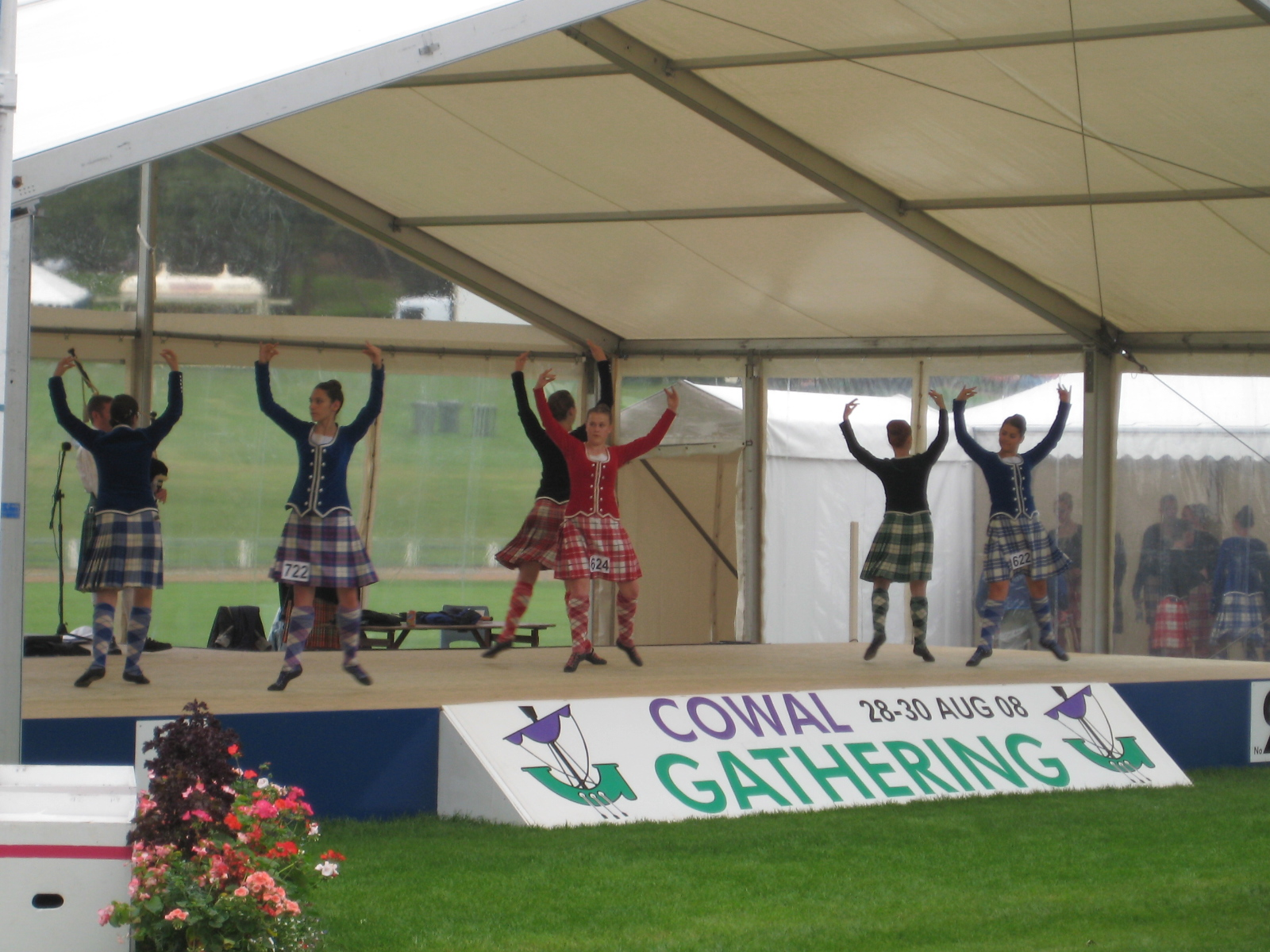
راقصو المرتفعات في تجمع مرتفعات Cowal لعام 2008

رقصة أو رَقص المرتفعات أو الهَيْلَند (بالغيلية الإسكتلندية: dannsa Gàidhealach) هو أسلوب للرقص التنافسي طُوِّر في مرتفعات إسكتلندا في القرنين التاسع عشر والعشرين في سياق المسابقات في الأحداث العامة مثل ألعاب المرتفعات. أُنشِئ من مرجع الرقص الشعبي الغالي، ثم أُضفِيَ بالطابع الرسمي وبتقاليد الباليه وخضع لتأثيرات من خارج المرتفعات. تؤدى رقص المرتفعات بمصاحبة موسيقى مزمار قربة المرتفعات الكبير، ويرتدي الراقصون أحذية متخصصة تسمى الجيليّ. يُرى الآن في كل حدث ألعاب امرتفعات في العصر الحديث تقريبًا.